# Nokia 5.1
Nokia 5.1 — середньорівневий Android-смартфон фінської компанії HMD Global, випущений під брендом Nokia. Він був випущений у 2018 році та є наступником Nokia 5.

## Дизайн
Передня панель виконана зі скла Corning Gorilla Glass, а корпус — з алюмінію 6000 серії.
Знизу розташовані мікрофон, гвинти, роз'єм microUSB та динамік, зверху — 3,5 мм аудіороз'єм, зліва — лоток для двох SIM-карток і лоток для карти пам'яті формату microSD, а справа — гойдалка регулювання гучності та кнопка блокування. Ззаду розміщені острівець основної камери з LED-спалахом, додатковий мікрофон, сканер відбитків пальців та логотипи Nokia й Android One.
Nokia 5.1 був доступний в 3 кольорах: чорному, синьому та мідному.

## Технічні характеристики
Nokia 5.1 оснащений 5,5-дюймовим РК-дисплеєм IPS, системою на кристалі MediaTek Helio P18 з тактовою частотою 2 ГГц, 2 або 3 ГБ оперативної пам'яті та 16-мегапіксельною основною камерою, а також ширококутною 8-мегапіксельною фронтальною камерою.Пристрій спочатку поставлявся з Android Oreo, але його можна оновити до Android 10.

## Прийом
Nokia 5.1 загалом отримав позитивні відгуки. Бейзіл Кронфлі з TechRadar і Trusted Reviews похвалив пристрій за дизайн і екран, критикуючи при цьому «іноді зависаючий інтерфейс, посередню якість камери і монофонічний динамік, розташований знизу».